# 15663 Periphas
15663 Periphas (4168 T-2) là một Trojan của Sao Mộc.